# KBE 305, 310 und 311
Die Triebwagen KBE 305, 310 und 311 waren eine von den Deutschen Werken (DWK) in Kiel an die Köln-Bonner Eisenbahnen (KBE) gelieferte Triebwagenbaureihe.
Alle Fahrzeuge wurden nach der Umspurung der KBE auf Normalspur an andere Schmalspurbahnen abgegeben und nach 1946 nach Umbauten weiterbetrieben. Sie waren bis 1964 im Betrieb und wurden anschließend verschrottet.

## Geschichte

### Köln-Bonner Eisenbahnen
Um den Verkehr auf der schmalspurigen Vorgebirgsbahn der KBE zu beschleunigen, wurde nach dem Ersten Weltkrieg der Benzolbetrieb für den Personenverkehr eingeführt. Neben fünf Fahrzeugen, die von der LHL hergestellt wurden, fertigten die DWK drei Fahrzeuge, die die Nummern 305, 310 und 311 trugen. Mit diesen Fahrzeugen wurde ab 1926 ein S-Bahn-ähnlicher Betrieb auf der etwa 35 Kilometer langen Strecke durchgeführt. Erstmals in Deutschland wurde hierbei die Vielfachsteuerung angewandt; ein Zug bestand aus etwa sieben Wagen, bei denen im Zugverband eingereihte Motorwagen vom Führerstand des ersten Wagens ferngesteuert wurden.
Dabei wurde zwischen Köln und Brühl ein Eilzugbetrieb bei nur einem Zwischenhalt eingerichtet, zwischen Köln und Pingsdorf ein Personenzugbetrieb mit zehn Zwischenhalten. Ab Pingsdorf wurde im starren Fahrplan mit Dampfzügen weiter bis Bonn gefahren. Es wurde geschätzt, dass die Triebwagen im Eilzugdienst 450 bis 500 Kilometer täglich und im Personenzugdienst etwa 500 Kilometer pro Tag liefen. Die Gesamtjahresleistung der Wagen wurde auf 72.000 Kilometer eingeschätzt. Alle 30.000 Kilometern war eine kleine Revision und alle 60.000 Kilometern eine Vollrevision vorgeschrieben. 1934 wurde die gesamte Strecke auf Normalspur umgebaut und die Triebwagen zum Verkauf angeboten.

### Brohltalbahn VT 51 und 52
Zwei Fahrzeuge wurden an die Brohltalbahn verkauft und versahen dort ab 1935 mit dem VT 50 den Verkehr. Die Antriebsanlage wurde von Benzol- auf Dieselbetrieb umgebaut und Motoren mit 220 PS eingebaut. Mit den Triebwagen wurden von der Vorgängergesellschaft noch zwei Beiwagen mit erworben, mit denen ab 1935 der gesamten Personenverkehr abwickelt wurde. Dabei wurden die Strecke von Brohl bis Oberzissen und Kempenich befahren.
Nach dem Zweiten Weltkrieg verkehrten auf dem oberen Abschnitt bis Kempenich nur noch Omnibusse, auf dem Abschnitt Brohl–Oberzissen fuhren Triebwagen. Der Personenverkehr endete 1961, als der VT 52 frontal mit einem Güterzug zusammenstieß. Danach wurden die Triebwagen abgestellt und 1962 verschrottet.

### Südharz-Eisenbahn VT 07
Ein Fahrzeug wurde von der Südharz-Eisenbahn-Gesellschaft übernommen und bekam hier die Bezeichnung VT 07 nach dem Bezeichnungsschema der Sekundärbahnen von Herrmann Bachstein. Die Benzolmotoren wurden durch Dieselmotoren von MAN getauscht, wobei sich die Leistung auf 2 × 180 PS erhöhte. Außerdem wurden bei diesem Umbau die Dachkühler entfernt. Zusammen mit dem bereits vorhandenen VT 02 konnte die Südharz-Eisenbahn den Dampflokeinsatz immer stärker reduzieren.
Der Triebwagen erwies sich als sehr störanfällig und kam im Vergleich zum VT 02 eher selten zum Einsatz. Zeitweise wurde er bei der Weimar-Rastenberger Eisenbahn eingesetzt. 1942 war er in Braunlage.
Nach 1950 wurde der Triebwagen erneut einer Generalreparatur in Braunlage unterzogen. Noch während des Umbaus fiel die Entscheidung, die Südharz-Eisenbahn stillzulegen. Der VT 07 wurde halbfertig neben der Hauptwerkstatt in Braunlage abgestellt und 1963 verschrottet.

## Konstruktive Merkmale
Der Wagenkasten war in der sogenannten schweren Bauart als Metallkonstruktion und in Nietbauweise ausgeführt. Markant an den Fahrzeugen waren die eingezogenen Einstiegstüren, die dreifenstrige trapezförmige Stirnfront, die Speichenräder in den kleinen Drehgestellen und die Dachkühler. Die Maschinenanlage, bestehend aus dem Antriebsmotor und dem Wechselgetriebe, war im Führerstand unter einer Verkleidung auf einem Hilfsrahmen gelagert. Für einen Motorwechsel wurde lediglich die Stirnwand abgebaut, und danach konnte die Maschinenanlage mit einem Flaschenzug gewechselt werden.
Der Motor war direkt mit dem Schaltgetriebe verbunden. Dieses konnte über vier Gänge bis zur praktischen Höchstgeschwindigkeit von 45 km/h mit Beschleunigungen bis 1,03 m/s² arbeiten. Über eine Kardanwelle wurde die jeweils innere Achse des zugehörigen Drehgestells angetrieben. Dort befand sich auch das Wendegetriebe.
Die Fahrzeuge besaßen den Haupttank unter dem Wagenkastenboden. Mittels einer Handpumpe musste der Wagenführer vor der Fahrt oder in Betriebspausen Kraftstoff in einen oberen Tank pumpen, von diesen gelangte der Kraftstoff durch die Schwerkraft zum Vergaser. Ursprünglich hatten die Fahrzeuge noch eine Dampfheizung für den Wagenkasten nach dem System Pintsch, später wurde dazu übergegangen, die Abgase des Verbrennungsmotors für die Wagenkastenheizung mit zu verwenden. Über spezielle Rohrverbindungen konnten die Beiwagen mit diesem System beheizt werden.